# Classificació per al Campionat de la CONCACAF 1973
La classificació per al Campionat de la CONCACAF 1973 va dividir els 14 equips participants en sis grups de dos o tres equips (quatre grups de dos equips i dos grups de tres equips). Els equips van jugar en format de lliga tots contra tots. El guanyador de cada grup es classificava per al torneig.

## Resultats

### Grup 1
- 20 d'agost de 1972, St. John's, Canadà -  Canadà 3 - 2  Estats Units

- 24 d'agost de 1972, Toronto, Canadà -  Canadà 0 - 1  Mèxic

- 29 d'agost de 1972, Baltimore, Estats Units -  Estats Units 2 - 2  Canadà

- 3 de setembre de 1972, Ciutat de Mèxic, Mèxic -  Mèxic 3 - 1  Estats Units

- 6 de setembre de 1972, Ciutat de Mèxic, Mèxic -  Mèxic 2 - 1  Canadà

- 10 de setembre de 1972, Los Angeles, Estats Units -  Estats Units 1 - 2  Mèxic

| Pos. | Equip        | Pts | PJ | PG | PE | PP | GF | GC | DG |
| ---- | ------------ | --- | -- | -- | -- | -- | -- | -- | -- |
| 1    | Mèxic        | 8   | 4  | 4  | 0  | 0  | 8  | 3  | 5  |
| 2    | Canadà       | 3   | 4  | 1  | 1  | 2  | 6  | 7  | -1 |
| 3    | Estats Units | 1   | 4  | 0  | 1  | 3  | 6  | 10 | -4 |

Mèxic es va classificar per al torneig.

### Grup 2
- 3 de desembre de 1972, Ciutat de Guatemala, Guatemala -  Guatemala 1 - 0  El Salvador

- 10 de desembre de 1972, San Salvador, El Salvador -  El Salvador 0 - 1  Guatemala

| Pos. | Equip       | Pts | PJ | PG | PE | PP | GF | GC | DG |
| ---- | ----------- | --- | -- | -- | -- | -- | -- | -- | -- |
| 1    | Guatemala   | 4   | 2  | 2  | 0  | 0  | 2  | 0  | 2  |
| 2    | El Salvador | 0   | 2  | 0  | 0  | 2  | 0  | 2  | -2 |

Guatemala es va classificar per al torneig.

### Grup 3
- 3 de desembre de 1972, Tegucigalpa, Hondures -  Hondures 2 - 1  Costa Rica

- 10 de desembre de 1972, San José, Costa Rica -  Costa Rica 3 - 3  Hondures

| Pos. | Equip      | Pts | PJ | PG | PE | PP | GF | GC | DG |
| ---- | ---------- | --- | -- | -- | -- | -- | -- | -- | -- |
| 1    | Hondures   | 3   | 2  | 1  | 1  | 0  | 5  | 4  | 1  |
| 2    | Costa Rica | 1   | 2  | 0  | 1  | 1  | 4  | 5  | -1 |

Hondures es va classificar per al torneig.

### Grup 4
Jamaica es va retirar, per la qual cosa Antilles Neerlandeses es va classificar per al torneig automàticament.

### Grup 5
- 15 d'abril de 1972, Port-au-Prince, Haití -  Haití 7 - 0  Puerto Rico

- 23 d'abril de 1972, San Juan, Puerto Rico -  Puerto Rico 0 - 5 Haití

| Pos. | Equip       | Pts | PJ | PG | PE | PP | GF | GC | DG  |
| ---- | ----------- | --- | -- | -- | -- | -- | -- | -- | --- |
| 1    | Haití       | 4   | 2  | 2  | 0  | 0  | 12 | 0  | 12  |
| 2    | Puerto Rico | 0   | 2  | 0  | 0  | 2  | 0  | 12 | -12 |

Haití es va classificar per al torneig.

### Grup 6
Tots els partits de la Guaiana Neerlandesa es van jugar a domicili.
- 10 de novembre de 1972, Port of Spain, Trinitat i Tobago -  Trinitat i Tobago 11 - 1  Antigua i Barbuda

- 19 de novembre de 1972, St. John's, Antigua i Barbuda -  Antigua i Barbuda 1 - 2  Trinitat i Tobago

- 28 de novembre de 1972, Port of Spain, Trinitat i Tobago -  Trinitat i Tobago 2 - 1  Guaiana Neerlandesa

- 30 de novembre de 1972, San Fernando, Trinitat i Tobago -  Guaiana Neerlandesa 1 - 1  Trinitat i Tobago

- 3 de desembre de 1972, St. John's, Antigua i Barbuda -  Antigua i Barbuda 0 - 6  Guaiana Neerlandesa

- 5 de desembre de 1972, St. John's, Antigua i Barbuda -  Guaiana Neerlandesa 3 - 1  Antigua i Barbuda

| Pos. | Equip               | Pts | PJ | PG | PE | PP | GF | GC | DG  |
| ---- | ------------------- | --- | -- | -- | -- | -- | -- | -- | --- |
| 1    | Trinitat i Tobago   | 7   | 4  | 3  | 1  | 0  | 16 | 4  | 12  |
| 2    | Guaiana Neerlandesa | 5   | 4  | 2  | 1  | 1  | 11 | 4  | 7   |
| 3    | Antigua i Barbuda   | 0   | 4  | 0  | 0  | 4  | 3  | 22 | -19 |

 Trinitat i Tobago es va classificar per al torneig.